# Saint Pauls Mountain
Saint Pauls Mountain är ett berg i Antarktis. Det ligger i Östantarktis. Nya Zeeland gör anspråk på området. Toppen på Saint Pauls Mountain är 1 876 meter över havet.
Terrängen runt Saint Pauls Mountain är kuperad västerut, men österut är den bergig. Trakten är obefolkad. Det finns inga samhällen i närheten. 